# Harry Gee
Harold "Harry" Gee (25 tháng 12 năm 1895 – 1991) là một cầu thủ bóng đá người Anh từ Haydock, Lancashire thi đấu ở vị trí wing half.